# 1520 en musique classique
| \| • Retour à la chronologie générale de la musique classique • \| |
| Grèce • Rome • Haut Moyen Âge • VIIIe siècle • IXe siècle • Xe siècle • XIe siècle XIIe siècle • XIIIe siècle • XIVe siècle • XVe siècle • XVIe siècle • XVIIe siècle XVIIIe siècle • XIXe siècle • XXe siècle • XXIe siècle |
| • Retour à la chronologie générale de la musique classique • |

| Années en musique classique : 1517 - 1518 - 1519 - 1520 - 1521 - 1522 - 1523    |
| Décennies en musique classique : 1490 - 1500 - 1510 - 1520 - 1530 - 1540 - 1550 |

## Œuvres
- Compilation du livre de luth de Vincenzo Capirola par Vitale, un élève du compositeur ; ce manuscrit italien est l'une des plus importantes sources de musique pour luth du début du XVIe siècle.

## Naissances
- 17 mars : Thoinot Arbeau, chanoine, compositeur et écrivain langrois († 23 juillet 1595).

Date indéterminée :
- Vincenzo Galilei, musicien italien († 2 juillet 1591).
- Waclaw de Szamotuly, compositeur polonais († 1560).
- Ludovicus Episcopius, compositeur franco-flamand († 1595).
- Adrian Le Roy, luthiste, compositeur et imprimeur de musique français († 1598).

Vers 1520 :
- Jean de Bonmarché, compositeur franco-flamand († septembre 1570).
- Gerardus van Turnhout, compositeur franco-flamand († vers 15 septembre 1580).
- Antonio Valente, organiste, claveciniste et compositeur italien, aveugle  († 15 septembre 1580).

## Décès
Vers 1520 :
- Antoine Brumel, compositeur français (° vers 1460).